# Dorothée de Schleswig-Holstein-Sonderbourg-Beck
Dorothée de Schleswig-Holstein-Sonderbourg-Beck, connue aussi comme Dorothea von Holstein-Beck et Dorothea von Ziedewitz, (24 novembre 1685 – 25 décembre 1761), est une princesse allemande de la Maison d'Oldenbourg et par mariage margravine de Brandebourg-Bayreuth-Kulmbach.

## La famille
Elle est l'aînée d'une famille de treize enfants de Frédéric-Louis de Schleswig-Holstein-Sonderbourg-Beck, et de sa femme, Louise-Charlotte de Schleswig-Holstein-Sonderbourg-Augustenbourg. 

## Biographie
Dorothée épouse Georges-Frédéric-Charles de Brandebourg-Bayreuth, plus tard, margrave de Bayreuth, le 17 avril 1709 à Reinfeld. Ils ont cinq enfants, deux fils et trois filles.
L'union est complètement malheureuse. En 1716, Dorothée est reconnue coupable d'adultère et emprisonnée à Nuremberg ; huit ans plus tard, en 1724, le mariage est officiellement dissout, mais Dorothée reste dans sa prison. Elle ne sera libérée qu'à la mort de son ex-mari en 1735.
Officiellement déclarée morte, elle se rend en Suède, où elle vit sous le nom de Dorothea von Ziedewitz, d'abord en tant qu'invitée du gouverneur von Brehmen et puis avec sa veuve à l'extérieur de Kalmar, et enfin avec la famille Lewenhaupt à Stäflö pour un paiement du §1000, où elle est décédée, à l'âge de soixante-seize ans. À ce moment, tous ses enfants, sauf le margrave Frédéric de Bayreuth, qui est mort deux ans plus tard (1763), l'ont précédé dans la mort.

## Descendance
1. Sophie-Christiane-Louise de Brandebourg-Bayreuth (Weferlingen, 4 janvier 1710 – Bruxelles, 13 juin 1739), mariée le 11 avril 1731 à Alexandre Ferdinand, prince de Thurn et Taxis (en).
2. Frédéric (Weferlingen, 10 mai 1711 –  Bayreuth, 26 février 1763), successeur de son père comme margrave de Bayreuth.
3. Guillaume-Ernest (Weferlingen, 26 juillet 1712 –  Mantoue, 7 novembre 1733).
4. Sophie-Charlotte de Brandebourg-Bayreuth (Weferlingen, 27 juillet 1713 – Ilmenau, 2 mars 1747), mariée le 7 avril 1734 au duc Ernest-Auguste Ier de Saxe-Weimar-Eisenach.
5. Sophie-Wilhelmine (Weferlingen, 8 juillet 1714 – Aurich, 7 septembre 1749), mariée le 25 mai 1734 au prince Charles-Edzard de Frise orientale.